# 커스티 앨리
커스티 앨리(Kirstie Alley, 1951년 1월 12일 ~ 2022년 12월 5일)는 미국의 배우이다.

## 출연

### 영화
- 스타 트렉 2: 칸의 분노 (1982년)
- 결혼의 조건 (1988년)
- 25시의 추적 (1988년)
- 마이키 이야기 (1989년)
- 두 남자와 한 여자 (1990년)
- 마이키 이야기 2 (1990년)
- 애들이 똑같아요 (1995년)
- 해리 파괴하기 (1997년)
- 드롭 데드 고저스 (1999년)
- 시럽 (2014년)
- 엑시덴탈 러브 (2015년)

### 텔레비전
- 남과 북
- 치어스
- 새터데이 나이트 라이브
- 위드아웃 어 트레이스
- 킹 오브 퀸즈
- 더 힐즈
- 댄싱 위드 더 스타
- 핫 인 클리블랜드
- 헤크 패밀리
- 스크림 퀸스
- 골드버그 패밀리